# Caravan Pictures
Caravan Pictures était l'un des studios de production de la Walt Disney Company.

## Historique
En 1992, Walt Disney Company engage Joe Roth pour produire des films sous un nouveau label, résultat d'un contrat d'exclusivité passé entre les producteurs Joe Roth, Roger Birnbaum et Disney.
Le studio est créé en 1993 et produit de nombreux films, plus que les 25 films prévus par le contrat initial et qui devait être distribués par Buena Vista Distribution. Roth en devient le président.
Le logo de Caravan Pictures représente un « homme portant un chapeau melon et un bleu de travail marchant sur une route ».
Ensuite, Disney ferma le studio en 1999 et renoua une alliance similaire avec la société de Philip Anschutz, Walden Media, tandis que les activités ont été absorbées par Spyglass Entertainment.
Une société homonyme de production télévisuelle australienne existe depuis 2002.

## Films produits
- 1993 : Les Trois Mousquetaires (The Three Musketeers)
- 1994 : Angie
- 1994 : Les Complices (I Love Trouble)
- 1994 : Une équipe aux anges (Angels in the Outfield)
- 1994 : A Low Down Dirty Shame
- 1995 : L'Invité (Houseguest)
- 1995 : Jerky Boys, le film (The Jerky Boys: The Movie) de James Melkonian (en)
- 1995 : La Colo des gourmands (Heavy Weights)
- 1995 : Les Légendes de l'Ouest (Tall Tale)
- 1995 : L'Amour à tout prix (While You Were Sleeping)
- 1995 : Génération sacrifiée (Dead Presidents)
- 1995 : Une équipe de nases ! (The Big Green)
- 1995 : Powder (Québec : L'Enfant du tonnerre)
- 1996 : Le Poids du déshonneur (Before and After)
- 1996 : À la gloire des Celtics (Celtic Pride)
- 1996 : Président junior (First Kid)
- 1996 : Sombres soupçons (The Rich Man's Wife)
- 1997 : Le Flic de San Francisco (Metro)
- 1997 : Tueurs à gages (Grosse Pointe Blank)
- 1997 : Pêche Party (Gone Fishin')
- 1997 : À armes égales (G.I. Jane)
- 1997 : Washington Square
- 1997 : Rocket Man
- 1998 : 6 jours, 7 nuits (Six Days Seven Nights)
- 1998 : Simon Birch
- 1998 : Mister G (Holy Man)
- 1999 : Inspecteur Gadget (Inspector Gadget)